# Acido sciadonico
L'acido sciadonico è un acido grasso composto da 20 atomi di carbonio con 3 doppi legami, in posizione 5=6, 11=12, 14=15 tutti in configurazione cis.
È stato isolato in molte specie di conifere: Nigella bucharica (≈30%), Podocarpus nagi (≈29%), Nigella integrifolia (≈29%), Caltha palustris(≈23%), Sciadopitys verticillata (≈18%), da cui deriva il nome comune, Podocarpus andinus (≈17%), Juniperus rigida (≈14%) e altri.
Si trova nelle conifere, insieme ad altri acidi grassi (acido juniperonico, pinolenico, coniferonico, tassoleico) che hanno un doppio legame in posizione 5, separato da più di un gruppo metilenico rispetto al doppio legame successivo.